# В пять часов вечера
В пять часов вечера (перс. پنج عصر‎) — ирано-французский драматический фильм 2003 года, поставленный режиссёром Самирой Махмальбаф. Мировая премьера картины состоялась 16 мая 2003 года на 56-м Каннском международном кинофестивале, где она участвовала в основной конкурсной программе и получила две награды: Приз жюри и Приз экуменического жюри.

## Сюжет
Афганистан. После падения режима талибов демократическое правительство вводит новые законы в очень консервативной и закрытой стране. Теперь афганские женщины наделены теми же правами, что и мужчины — они могут учиться, работать и вести активную общественную жизнь. Одна из молодых женщин решает воспользоваться привилегиями и получить образование. Но её амбиции не заканчиваются только обучением — она мечтает когда-нибудь стать президентом своей страны.